# Lego Indiana Jones 2: The Adventure Continues
LEGO Indiana Jones 2: The Adventure Continues é um jogo eletrônico baseado na série de pecinhas LEGO e a continuação do jogo Lego Indiana Jones: The Original Adventures.O jogo foi desenvolvido para as plataformas PlayStation 3, Nintendo Wii , Nintendo DS e Xbox 360. O jogo trará muitas novidades como: uma construção de níveis, mais interação e veículos novos, além do clássico modo cooperativo. Terá também novos gráficos para o Xbox 360 e o PS3. Também haverá uma nova interação com os cenários, como uma briga de bar, há ainda personagens não-jogáveis brigando. Como em seus sucessores, o jogador terá que coletar studs e cumprir os objetivos.

## Jogabilidade
A princípio, o jogador começa no mundo aberto do Episódio 4, primeira parte das três baseadas no quarto filme da série, Indiana Jones and the Kingdom of the Crystal Skull. Os desenvolvedores decidiram por começar assim porque o jogador que estiver jogando o segundo jogo, já deve ter jogado Lego Indiana Jones: The Original Adventures e por isso ele já sabe o que acontece nos 3 primeiros filmes.
LEGO Indiana Jones 2 tem um novo episódio  concluir o último episódio (fase) da saga, o jogador pode aproveitar e criar a própria fase. Aí,o jogo automaticamente se encarregará de criar a animação correspondente à fase criada.
Ao todo na campanha original , o jogo possui 6 episódios , sendo 3 episódios , baseados nos 3 primeiros filmes da saga , e mais 3 que são baseados no 4° e último filme da franquia até agora.
Cada um dos 6 Episódios possui 5 fases e um mini-mundo aberto , onde o jogador poderá interagir com certos mecanismos inseridos no cenário , e deverá desbloquear mais personagens Jogáveis e veículos. O Jogador também poderá procurar por todo o senário entradas secretas que levam para fases bônus ( Ao todo existem 10 fases bônus escondidas , em cada mini-mundo aberto ).
Sendo assim , o início do jogo de Lego Indiana Jones 2 , continua a história da saga , de onde o jogo Lego anterior parou. Entre os filmes 3 e 4.
Depois de terminar todo o Episódio 4 , mais dois episódios são liberados , o Episódio 1 e o episódio 5. Assim o jogador pode escolher , continuar com a história do 4° Filme da franquia , ou refazer a história dos 3 primeiros filmes anteriores.
É claro que os desenvolvedores mudaram muitos detalhes dos 3 primeiros filmes , em relação a adaptação do jogo anterior. O Jogo anterior foi mais fiel a história da saga , já esse mudou alguns detalhes. E isso torna os 2 jogos Lego da franquia muito diferentes.